# 维利卜

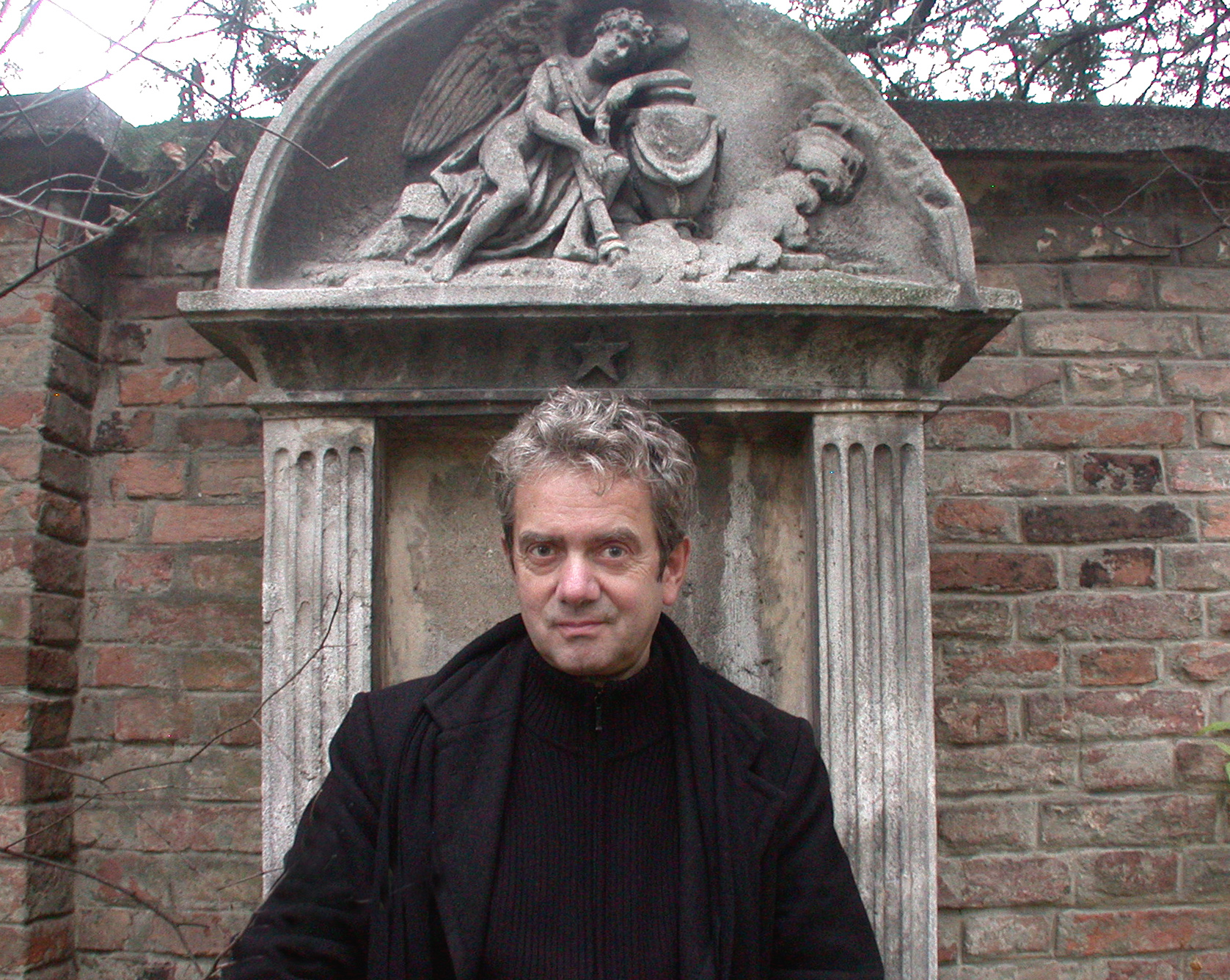

维利卜（Willy Puchner，1952年3月15日－），下奧地利州米斯特爾巴赫出生，是一位攝影家、插画家與作家。 

## 生平
双亲皆是摄影师。1967年至1974年就读於维也纳艺术学院（Höhere Graphische Lehr- und Versuchsanstalt ），主修摄影。於维也纳艺术学院毕业之后，在该校任教两年。1983年至1988年间，进入维也纳大学就读哲学、新闻学、历史学和社会学。1988年自摄影系毕业，其毕业论文题目为《私人摄影》。1989年开始和《维也纳日报》有经常性的合作。
他的成名作品为《企鹅的渴望》（Die Sehnsucht der Pinguine）。名艺术批评家弗列迪·朗格（Freddy Langer）於2001年3月8日的法蘭克福日報中提到，此作品可以说是二十世纪最好的旅游相册。为了《企鹅的渴望》，维利卜花了四年的时间去沙漠、纽约、悉尼、北京、巴黎、威尼斯、东京与开罗等地拍摄，他将两只名叫喬（Joe）與莎莉（Sally）的塑胶企鹅放在著名的观光景点中，并将企鹅打扮得像游客一样；在他的拍攝下，这些大家熟到不能熟的景點 , 被拍得生動有趣，充滿新奇與趣味。 
另外，他还有許多創作作品以老人為攝影主題，如∶《九十年的歲月》、《與老人對話》、《100年的歲月》、《生活經歷照》與《老者的愛情》等都十分值得一看。

## 展览
- 当代艺术博物馆 (Museum Moderner Kunst), 维也纳
- 艺术家博物馆 (Künstlerhaus, N.Ö. Galerie), 维也纳
- 二十年代博物馆 (Museum des 20. Jahrhundert), 维也纳
- Steirischer Herbst, 格拉茨
- 柏林、不伦瑞克、不来梅與慕尼黑（德国）
- 华盛顿（美国）
- 孟买（印度）、贝鲁特（黎巴嫩）
- 东京、大阪、京都、名古屋和札幌（日本）

## 作品
- Bäume, (树) 1980, (文本 亨利·戴维·梭罗), ISBN 3-85447-271-4
- Zum Abschied, zur Wiederkehr, 1981 (文本 赫尔曼·黑塞), ISBN 3-20601-222-8
- Strahlender Untergang, (文本 Christoph Ransmayr), 1982, ISBN 3-85447-006-1
- Andalusien, (安达卢西亚) 1983, ISBN 3-7658-0420-7
- Die Wolken der Wüste, (沙漠的云) 1983 ISBN 3-89416-150-7
- Dorf-Bilder, (图片乡村) 1983, ISBN 3-21800-387-3
- Zugvögel seit jeher, 1983, ( 文本 Erich Hackl), ISBN 3-21024-848-6
- Das Herz des Himmels, (天的心)1985, ISBN 3-21024-813-3
- Die Sehnsucht der Pinguine, (企鹅的渴望) 1992, ISBN 3-44617-200-9
- Ich bin ..., (我是…)1997, ISBN 3-79182-910-6
- Tagebuch der Natur, (大自然的日记) 2001, ISBN 3-85326-244-9
- Flughafen. Eine eigene Welt, (飞机场)2003, ISBN 3-85326-277-5
- Illustriertes Fernweh. Vom Reisen und nach Hause kommen, 2006,.ISBN 3-89405-389-5
- Wien. Vergnügen und Melancholie, 2008, ISBN 3-85033-159-8

## 网络连接
- Willy Puchner 维利卜 （页面存档备份，存于）